# Peter von Goetze
Peter Otto von Goetze (geb. 1793; gest. 1881), auch Pjotr Iwanowitsch von Goetze, war ein deutsch-baltischer Historiker und Übersetzer, Geheimrat, Beamter der Abteilung für ausländische Konfessionen, Literat, Ehrenmitglied der zaristischen Akademie der Wissenschaften.

## Leben

### Herkunft und Ausbildung
Goetze stammte aus einer deutschen Adelsfamilie aus Reval, heute Tallinn/Estland, damals Teil des Russischen Reichs. Nach dem Studium von Theologie und Philosophie an der Kaiserlichen Universität Dorpat in den Jahren 1810–1812 reiste er zunächst durch Russland und arbeitete seit 1815 im Ministerium für Kirchliche Angelegenheiten und Volksaufklärung, dem russischen Erziehungsministerium in St. Petersburg, zuletzt als Direktor der Protestantischen Abteilung.

### Ministerium für Kirchliche Angelegenheiten
Er stand seinem Chef im Ministerium, Fürst Alexander Nikolajewitsch Golizyn und anderen prominenten Persönlichkeiten nahe, erwies sich im Dienst als kompetent und nahm bald eine hervorgehobene Stellung in der Abteilung ein, wo er für die lutherische Abteilung zuständig war und das Reglement für die Evangelisch-Lutherische Kirche entwarf; dabei kam es zu Konflikten mit Baron von Lieven, der eine Stärkung der konfessionellen Selbständigkeit zu Lasten des Staates wünschte.

### Finanzministerium
1826 wechselte er ins Finanzministerium zu Graf Kankrin, der seine Fähigkeiten ebenfalls schätzte und ihn in wichtige Positionen beförderte. 1829 wurde er Direktor der Reichsschuldentilgungskommission und Ehrenmitglied der Russischen Akademie der Wissenschaften. Seit 1835 Staatsrat, wurde er 1848 in den Adelsstand erhoben, 1851 zum Geheimrat. 1855 ernannte man ihn zum Ehrendoktor der Universität Rostock.

### Literarische Tätigkeit
Schon in jungen Jahren hatte er im Jahr 1813 unter anderem Derschawin's Hymnus „Grom Pobedy, Rasdawaisja!“ aus dem Jahr 1791 ins Deutsche („Siegesdonner, erklinge“) übersetzt, ein Lied, das nach dem Sieg über die Türken zur inoffiziellen russischen Nationalhymne wurde und nun den Sieg über Napoleon verherrlichte. Durch die Vermittlung von Vuk Karadžić lernte er die serbische Sprache kennen und veröffentlichte eine Sammlung von Volksliedern in deutscher Übersetzung (Serbische Volkslieder, 1827), die wiederum Johan Ludvig Runeberg unter dem Titel Serviska folksånger ins Schwedische übersetzte (1830).
In seinen 1882 veröffentlichten Erinnerungen befinden sich zahlreiche biographisch-politische Skizzen aus seiner umfangreichen persönlichen Bekanntschaft, die vor allem von seinem Chef, dem Kultusminister Alexander Golizyn sowie bekannten Persönlichkeiten wie Baron Karl von Lieven, Magnitsky, General Araktschejew, Alexander Iwanowitsch Turgenew, der Baronin Juliane von Krüdener, Alexander Semjonowitsch Schischkow, Dmitri Nikolajewitsch Bludow oder Kaiser Nikolaus I. einen lebendigen Eindruck vermitteln.

### Alter und Ruhestand
Goetze trat 1860 in den Ruhestand. Seine Grabstätte befindet sich auf dem lutherischen Wolkowo-Friedhof in St. Petersburg.

## Auszeichnungen
Im russischen Staatsdienst, wo man an Rangtiteln und Orden nicht sparte (vor allem in St. Petersburg), erhielt Goetze folgende Auszeichnungen: 1832 die Insignien für 15 Jahre verdienstvolle Tätigkeit sowie der Sankt-Stanislaus-Orden II. Grades, 1834 der St.-Anna-Orden II. Grades mit der Kaiserkrone, 1839 der St.-Wladimir-Orden III. Grades und 1842 der St.-Stanislaus-Orden I. Grades.

## Verweise und Literatur
1. ↑  Sämtliche Daten nach Enzyklopädie der Russlanddeutschen, Nordic Authors und Baltisches Biographisches Lexikon (DBBL)
2. ↑  Goetze, S. 151ff.

## Schriften
- Serbische Volkslieder in's Deutsche übertragen von P. von Goetze. St. Petersburg. Leipzig : in Kommission bei Gräff/Cnobloch 1827. Siehe auch Vuk Stefanović Karadžić: Serbische Volkslieder. Teile einer historischen Sammlung. Leipzig: Reclam 1980.
- Stimmen des russischen Volkes in Liedern. Ges. u. übers. v. P[eter Otto] von Goetze. Stuttgart: Cotta 1828. – Mit einer Vorrede.
- Albert Suerbeer, Erzbischof von Preußen, Livland und Estland. Geschichtliche Darstellung. St. Petersburg: Gräff 1854. – Zum Rigaer Erzbischof Suerbeer.
- Zwölf Urkunden zur livländischen Geschichte von 1225–1237. In: Mittheilungen aus dem Gebiete der Geschichte Liv-, Ehst- und Kurland's 8, 1857 (oder 1855), Seite 123–140.
- Fürst Alexander Nikolajewitsch Galitzin und seine Zeit. Aus den Erlebnissen des Geheimraths Peter von Goetze. Leipzig: Duncker & Humblot 1882. – Russ. Übers. in: Russkij archiv 1902, 3. – Der (im Werk ungenannte Herausgeber) soll der baltisch-russische Geograph Gregor von Helmersen gewesen sein.

| Personendaten    | Personendaten                                |
| ---------------- | -------------------------------------------- |
| NAME             | Goetze, Peter von                            |
| ALTERNATIVNAMEN  | Goetze, Peter Otto von (vollständiger Name)  |
| KURZBESCHREIBUNG | deutsch-baltischer Historiker und Übersetzer |
| GEBURTSDATUM     | 1793                                         |
| STERBEDATUM      | 1881                                         |